# Pseudoschwartziella
Pseudoschwartziella is een geslacht van weekdieren uit de klasse van de Gastropoda (slakken).

## Soort
- Pseudoschwartziella jordanica Bandel, 2006